# Hardībo Hāyk'
Hardībo Hāyk' är en sjö i Etiopien.   Den ligger i regionen Amhara, i den centrala delen av landet, 270 km norr om huvudstaden Addis Abeba. Hardībo Hāyk' ligger 2 167 meter över havet. Omgivningarna runt Hardībo Hāyk' är huvudsakligen savann.